# باشگاه فوتبال استروشن
"استروشن" (نام کامل: باشگاه فوتبال استروشن) یکی از قدیمی‌ترین باشگاه‌های فوتبال تاجیکستان است که در سال ۱۹۳۸ در شهر استروشن تأسیس شد. این باشگاه یکی از پرطرفدارترین باشگاه‌های فوتبال تاجیکستان به حساب می‌آید.
«استروشن» قهرمان ۴ دورهٔ جام تاجیکستان SSR و قهرمان یک دورهٔ جام ÇŞS تاجیکستان است.